# Antonín Kroutil

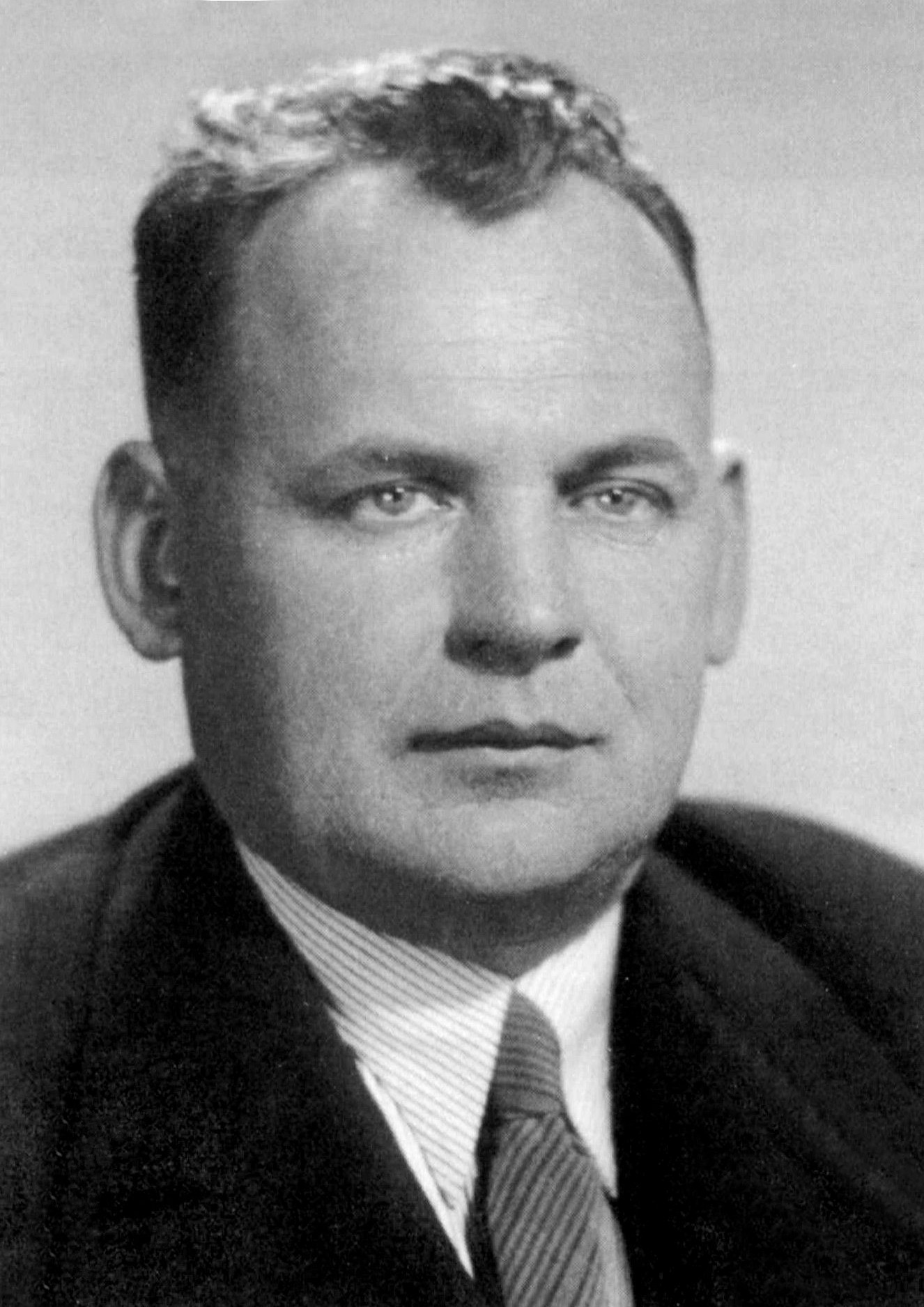
Jeho mladší bratr František Kroutil (1905–1975)

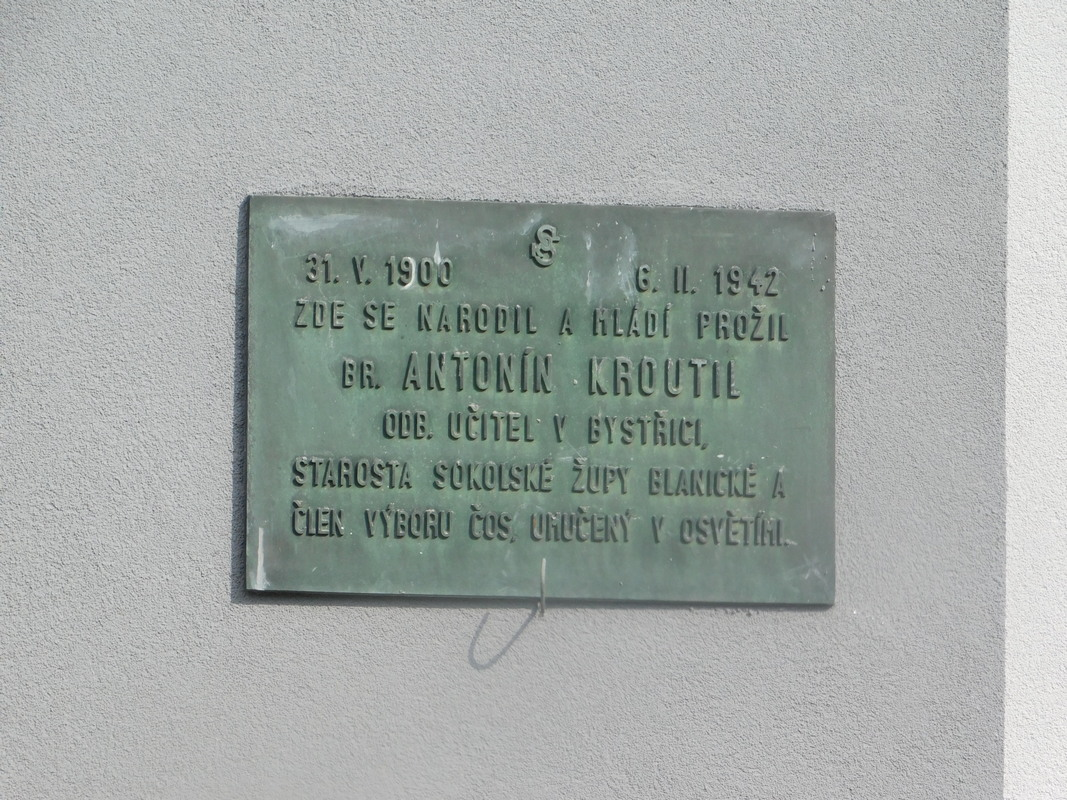
Pamětní deska v Nehvizdech

Antonín Kroutil (31. května 1900 Nehvizdy – 6. února 1942 koncentrační tábor Osvětim) byl učitel základní školy v Bystřici a významný lokální člen České (slovenské) obce sokolské (ČOS). Německými represivními složkami byl zatčen v noci ze 7. na 8. října 1941 při celoprotektorátní Akci Sokol. Zahynul v koncentračním táboře Osvětim. 

## Život
Antonín Kroutil se narodil 31. května 1900 v Nehvizdech. O pět let později přišel v Nehvizdech na svět také jeho mladší bratr František Kroutil. Po absolvování reálky studoval v Praze (v letech 1916 až 1919) učitelský ústav a po jeho ukončení začal (od září 1919) vykonávat kantorské řemeslo jako učitel (nejprve jako zatímní, později řádný) na základní (obecné) škole v Bystřici. V obci, do jejíhož života se aktivně zapojil, se angažoval v místní sokolské organizaci a to nejprve jako náčelník Sokola (v letech 1926 až 1929) a později přijal funkci místostarosty zdejší sokolské organizace. Také tady pracoval jako knihovník a předseda knihovní rady. Publikoval články v časopise Pod Blaníkem a také psal do zpravodaje Blanické župy, kde působil jako redaktor. Jako sokolský vzdělavatel se zasadil o výstavbu měšťanské školy v Bystřici, kde také (od 1. září 1934) učiteloval. Poté, co se mu v Bystřici podařilo založit místní kino, vykonával funkci člena biografického odboru Československé obce sokolské a byl významným lokálním členem České (slovenské) obce sokolské (ČOS).
Po nastolení Protektorátu Čechy a Morava (a vypuknutí druhé světové války) se stal starostou sokolské župy Blanické. Kulturní a osvětové působení jej nakonec přivedlo do řad členů domácího protiněmeckého odboje. Antonín Kroutil byl zatčen německými bezpečnostními složkami během Akce Sokol, která se uskutečnila v noci ze 7. na 8. října 1941 po celém území protektorátu a byla namířena proti vedoucím činovníkům (členové vedení sokolské obce, žup i funkcionáři sokolských jednot) i proti vybraným řadovým členům tělovýchovné organizace Sokol. Při této rozsáhlé systematické zatýkací razii gestapa bylo zatčeno asi 900 až 1 500 členů ČOS (z toho asi 800 funkcionářů). Zatčení členové vedení Sokola byli po výsleších v pražském Petschkově paláci převezeni do pankrácké věznice a následně pak do policejní věznice gestapa v Malé pevnosti v Terezíně. Odtud byli deportováni do koncentračního tábora Osvětim (nebo do Mauthausenu či do dalších nacistických káznic). Antonín Kroutil byl nejprve (po zatčení) vzat do zajišťovací vazby v Táboře a odtud pak transportem převezen do koncentračního tábora v Osvětimi, kde 6. února 1942 zahynul. Po skončení druhé světové války a po komunistickém převratu v únoru 1948 byl v roce 1950 in memoriam ustanoven ředitelem bystřické školy.

## Připomínky
- Jméno Antonína Kroutila je uvedeno na kovové pamětní desce umístěné na vnější fasádě jeho rodného domu v Nehvizdech (za pomníkem věnovaným obětem válek). Na pamětní desce je nápis: / 31.V.1900 6.II.1942 / ZDE SE NARODIL A MLÁDÍ PROŽIL / BR. ANTONÍN KROUTIL / ODB. UČITEL V BYSTŘICI, / STAROSTA SOKOLSKÉ ŽUPY BLANICKÉ A / ČLEN VÝBORU ČOS, UMUČENÝ V OSVĚTIMI. //[5][6]
- Jeho jméno je rovněž uvedeno na památníku Obětem 1. a 2. světové války, který se nachází na budově hasičského sboru v Bystřici (Dr. E. Beneše 114). Na památníku je nápis: NA PAMĚT / OBĚTEM /SVĚTOVÉ VÁLKY / OSVĚTA / HUMANITA / .... / OBĚTEM OKUPACE / 1939 - 1945 / KROUTIL ANTONÍN / ...[7]